# No Goodbyes
"No Goodbyes" (em português: "Sem despedidas") foi a canção dos Países Baixos no Festival Eurovisão da Canção 2000 que teve lugar em Estocolmo.
A canção foi interpretada em inglês por  Linda. A canção foi a segunda a ser interpetada na noite do festival, a seguir à canção de Israel "Sameach", interpretada pela banda PingPong  e precedeu  a canção do Reino Unido  " Don't Play That Song Again, interpretada por Nicki French ". No final da votação, recebeu 40 pontos, terminando em 13.º entre 24 participantes. Foi sucedido como representante holandês na competição em 2001 por Michelle com " Out On My Own ".

## Autores
- Letrista: Ellert Driessen
- Compositor: John O'Hare

## Letra
A canção é um número up-tempo, com Linda contando a um  ex-amante que seu relacionamento acabou. Ela canta o que ela quer "mais perguntas, nem mais mentiras", assim como "Chega de trapaça", sugerindo que a causa da separação é de longa data. O amante parece ter-lhe dito que não havia nada de errado em vários pontos - comenta ela despede fora de mão, antes de dizer a ele que ela quer "Sem despedidas" e uma ruptura.
Como atrair mais atenção do que as letras, no entanto, foi a própria performance. Linda começou sua performance no palco sozinha com um vestido  preto e branco. Quando a música evoluiu, no entanto, dançarinas de apoio surgiram por debaixo do vestido, e ela acabou descartada para revelar uma roupa prata apertado.

## Outras versões
- versão alternativa (inglês)
- remix (inglês)
- karaoke